# Wladimir Rodrigues dos Santos
Wladimir Rodrigues dos Santos, detto Wladimir (San Paolo, 29 agosto 1954), è un ex calciatore brasiliano, uno dei maggiori idoli della storia del Corinthians, nonché primatista di presenze per il club.

## Caratteristiche tecniche
Giocava come terzino sinistro.

## Carriera

### Club
Iniziò la sua carriera nelle giovanili del Corinthians, entrando a far parte della prima squadra nel 1972, durante una tournée in Europa, sotto la guida dell'allenatore Duque, stabilendosi come titolare con Yustrich allenatore.
Indossò la maglia numero 4 fino al 1985, quando si trasferì al Santo André, e stabilì anche il record di presenze consecutive: 161 partite dal 28 marzo 1981 (Santa Cruz 2 - 0 Corinthians) al 21 maggio 1983 (Corinthians 1 - 0 Inter de Limeira).
Wladimir è anche primatista di presenze con la maglia del club nel campionato di calcio brasiliano (267), ed in totale giocò 803 volte per il club di San Paolo.
Nel 1982, Wladimir fu uno dei leader della Democrazia Corinthiana, insieme a Sócrates e Casagrande. Questa particolare ideologia permetteva ai giocatori di partecipare alle decisioni tecniche, creando una sorta di autogestione.
La prima volta che Wladimir affrontò il Corinthians da avversario fu durante il Campeonato Paulista 1987: fu applaudito dai tifosi, giocò bene e il suo club, il Santo André, vinse 3 a 1.
Nel 1998 fu eletto dalla Federação Paulista de Futebol, nella selezione che includeva i migliori giocatori di tutti i tempi del Campeonato Paulista, come Pelé, Rivelino, Ademir da Guia e altri.
Wladimir è il padre di Gabriel, ex giocatore che ha ricoperto lo stesso ruolo del padre.

### Nazionale
Wladimir fu convocato per la prima volta in Nazionale di calcio del Brasile, in una partita delle eliminatorie per Argentina 1978 contro la Colombia. Il pareggio per 0-0 foi causò le dimissioni del commissario tecnico Osvaldo Brandão. Nel 1978, il nuovo tecnico Cláudio Coutinho schierò Edinho, difensore centrale, nel ruolo di terzino sinistro, escludendo così Wladimir dalla Nazionale.

## Palmarès

### Club

#### Competizioni nazionali
- Campionato paulista: 4

Corinthians: 1977, 1979, 1982, 1983